# Пјаозеро
Пјаозеро (рус. Пяозеро) је језеро у Русији. Налази се на територији Републике Карелије. Површина језера износи 659 km².